# Осип Устиянович
Осип Устиянович (пом. 1922, Київ) — український політичний діяч у Галичині першої чверти XX ст.

## Життєпис
За фахом — залізничник. Член Української соціал-демократичної партії. У 1918 році ввійшов до Тимчасового організаційного комітету УСДП, метою якого було відновлення діяльності партії, що була фактично призупинена у роки Першої світової війни. Делегат від Галичини на з'їзді залізничників Австрії (вересень 1918 р.). 
Наприкінці 1918 р. обраний від м. Станиславова (нині — Івано-Франківськ) до Української Національної Ради ЗУНР-ЗОУНР 1918—1919. Входив до складу секретаріату УНРади, член комісій суспільної опіки та комунікацій. Один з організаторів та лідерів Селянсько-робітничого союзу, відповідальний редактор його друкованого органу — газети «Республиканець» (лютий-травень 1919 р.). У травні 1919 р. головував на обласній конференції українських залізничників у Станиславові. У квітні-серпні 1920 — член Галоркому КП(б)У. З 9 серпня 1920 р. — голова повітового ревкому в Заліщиках, працівник секретаріату Галревкому. Намагався залучати до співпраці з радянською владою авторитетних місцевих громадських діячів, за що був критикований В. Затонським. 4 вересня 1920 р. призначений тимчасовий виконувач обов'язків коменданта Галревкому. Подальша доля невідома.